# Valfenera
Valfenera (Valfnera o Varfnera in piemontese) è un comune italiano di 2 435 abitanti della provincia di Asti in Piemonte.

## Origini del nome
Il nome si fa risalire a Vallis finaria (latino per "Valle di confine", oppure latino medievale per "Valle del fieno").

## Storia
Località di origine romana, ubicata sul bordo occidentale del Pianalto Astigiano, durante l'epoca medievale era chiamata Cittadella dalle sette torri, per le sue fortificazioni, che oggi sono quasi tutte scomparse.

### Simboli
Lo stemma comunale è stato concesso con decreto del presidente della Repubblica del 22 febbraio 1973.
Il gonfalone è un drappo partito di giallo e di azzurro.

## Monumenti e luoghi d'interesse
- Piazza Corte, di origine medievale e parte del castello oggi scomparso, di cui rimangono la torre campanaria e elementi della cinta muraria.
- Piazza Tommaso Villa, circondata da alcuni edifici risalenti all'Ottocento e al primo Novecento, oggi sede del mercato e della vita cittadina.[5]

## Società

### Evoluzione demografica
Abitanti censiti

## Cultura

### Eventi
Tra gli eventi più rilevanti nel paese vi sono il Carnevale del Cunt e d'la Cuntëssa d'la Roca e la Fiera di Sant'Orsola e Sagra del bollito misto piemontese.

## Amministrazione
Di seguito è presentata una tabella relativa alle amministrazioni che si sono succedute in questo comune.
| Periodo           | Periodo           | Primo cittadino   | Partito                           | Carica              | Note  |
| ----------------- | ----------------- | ----------------- | --------------------------------- | ------------------- | ----- |
| 3 luglio 1985     | 31 maggio 1990    | Dionigi Accossato | Democrazia Cristiana              | Sindaco             | [ 7 ] |
| 31 maggio 1990    | 24 aprile 1995    | Dionigi Accossato | Democrazia Cristiana              | Sindaco             | [ 7 ] |
| 24 aprile 1995    | 14 giugno 1999    | Giuseppe Camisola | centro                            | Sindaco             | [ 7 ] |
| 14 giugno 1999    | 14 giugno 2004    | Giuseppe Camisola | lista civica                      | Sindaco             | [ 7 ] |
| 14 giugno 2004    | 27 settembre 2006 | Giovanni Valle    | lista civica                      | Sindaco             | [ 7 ] |
| 27 settembre 2006 | 29 maggio 2007    | Arnaldo Agresta   |                                   | Comm. straordinario | [ 7 ] |
| 29 maggio 2007    | 7 maggio 2012     | Paolo Lanfranco   | lista civica                      | Sindaco             | [ 7 ] |
| 7 maggio 2012     | 11 giugno 2017    | Paolo Lanfranco   | lista civica Vivere con Valfenera | Sindaco             | [ 7 ] |
| 11 giugno 2017    | 12 giugno 2022    | Paolo Lanfranco   | lista civica Vivere con Valfenera | Sindaco             | [ 7 ] |
| 12 giugno 2022    | in carica         | Sergio Arisio     | lista civica Obiettivo Valfenera  | Sindaco             | [ 8 ] |

## Economia
- Tobacco's Imex